# 長鰭新平鮋
長鰭新平鮋（學名：Neosebastes entaxis），又稱新石狗公，俗名石狗公，為輻鰭魚綱鮋形目鮋科的其中一種。

## 分布
本魚分布於日本、台灣及中國沿海。

## 特徵
本魚體型長橢圓形，側扁，頭上之棘稜發達，頭部至吻端有鱗片分布；吻部短，吻端稍尖。眼大，頭頂部之兩眼間隔深凹，眶前骨下緣具一列強棘。背鰭之鰭棘粗大且大，鰭棘鰭膜深凹；胸鰭呈長橢圓形，長度到達臀鰭起點；臀鰭之硬棘長而尖銳。體為紅色，背部散有數塊不規則之雲彩斑紋，胸鰭上緣黑色，尾鰭有縱走的紋路。體長可達21公分。

## 生態
生活於較深水層的岩礁區域，夜行肉食性魚類，以小型甲殼類為主食，喜棲於礁岩縫隙旁，鰭棘有毒腺。

## 經濟利用
可食用，但肉質不佳，經濟價值低。